# ガルーダ・インドネシア航空421便不時着事故
ガルーダ・インドネシア航空421便不時着事故 (ガルーダ・インドネシアこうくう421びんふじちゃくじこ) は、2002年1月16日にガルーダ・インドネシア航空の国内線421便がジャワ島のソロ川に緊急着水した事故である。不時着水の現場となった場所に因んでソロ川不時着水事故とも呼ばれる。

## 概要
ガルーダ・インドネシア航空421便、セラパラン空港（マタラム）発アジスチプト空港（ヨグヤカルタ）行きのボーイング737型機は、雨季で天候が不安定なインドネシア上空を飛行中、大規模な嵐の目を通過した。
乱気流に乗って激しく揺れた機体には強い雨風と硬い雹が打ち付けた。この際に雲海の中には巨大な雹の塊があったと思われ、高度18,000フィート (5,500 m)を飛行中にもかかわらず対地接近警報装置が誤作動していた。やがて操縦困難に陥り、両エンジンの燃焼が停止した。
パイロットたちはエンジンの再始動を二度試みるが失敗し、その後補助動力装置を起動させようとした時にはバッテリーが上がってしまい機体は全ての電力を喪失した。そのため、レコーダー類も停止してしまい、不時着水するまでのパイロットたちの行動を記録した完全なデータは残らなかった(421便のボイスレコーダーは嵐に突入した辺りから、機体に打ち付けた激しい雨風や雹による酷い雑音のため、パイロットたちの会話はほぼ聞き取り不能だった)。
そして、エンジンからの電源供給を失ったことで、機体の操縦にも支障をきたし、機体を旋回させる際も機長と副操縦士が共に操縦桿を握った。
幸運なことに事故当時、現場周辺は高度7,000フィート (2,100 m)以下でなら視界は良好だった。パイロットたちは田んぼを発見したが、ぬかるんでいるために不時着は危険だと判断し、最終的には、ソロ川への着水を決断し、機長の操縦で成功した。421便の乗員乗客60人のうち59人が生存したが、着水時の衝撃により客室乗務員1人が死亡、その他にも13人の負傷者が出た。

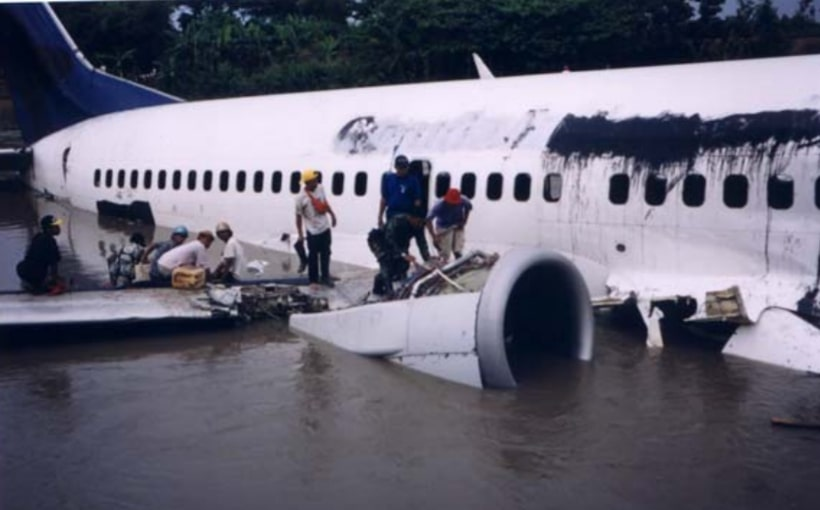
着水後の事故機の損傷

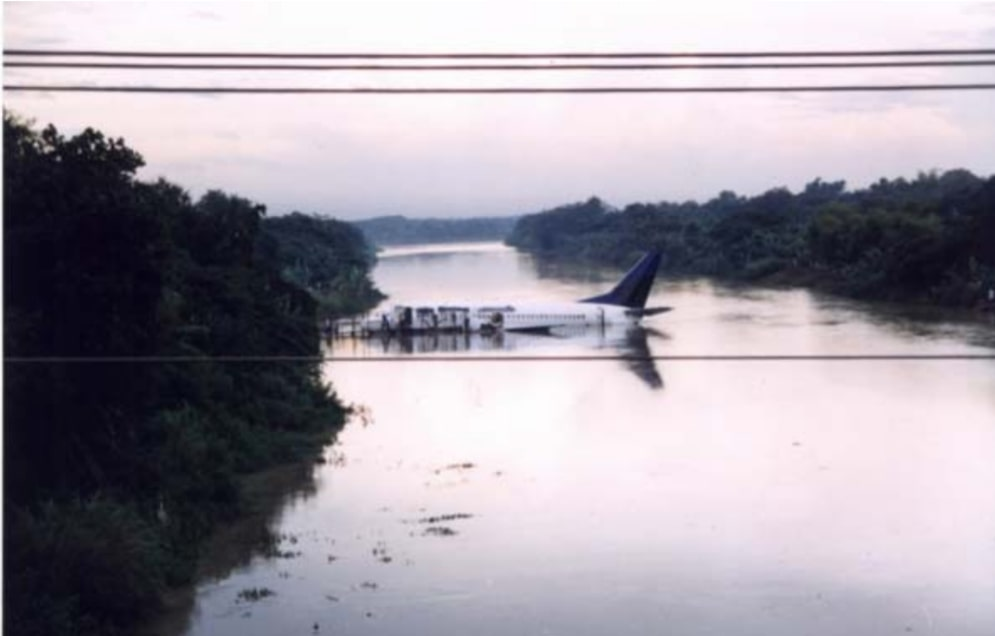
機体の全容

機体後部から着水したため、損傷が少なく、機体も完全には水没せず、物的証拠の確保も難しくはならなかった。

## 事故原因

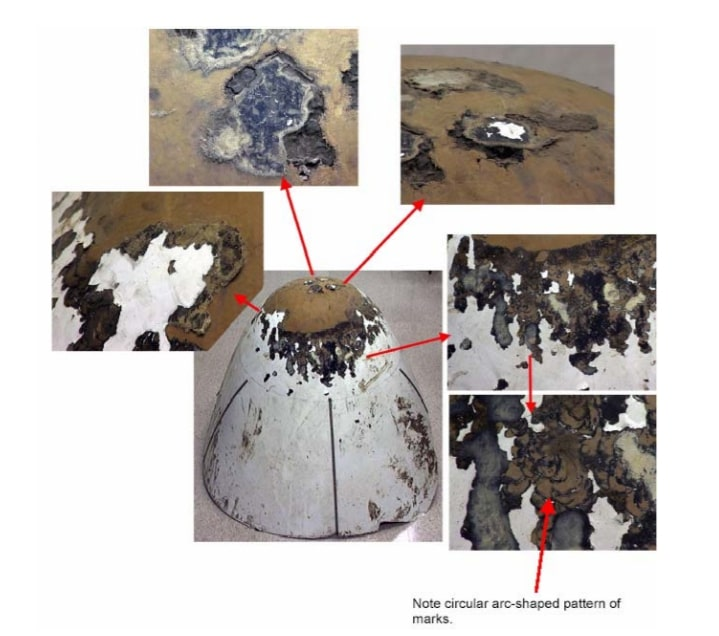
レドームの損傷

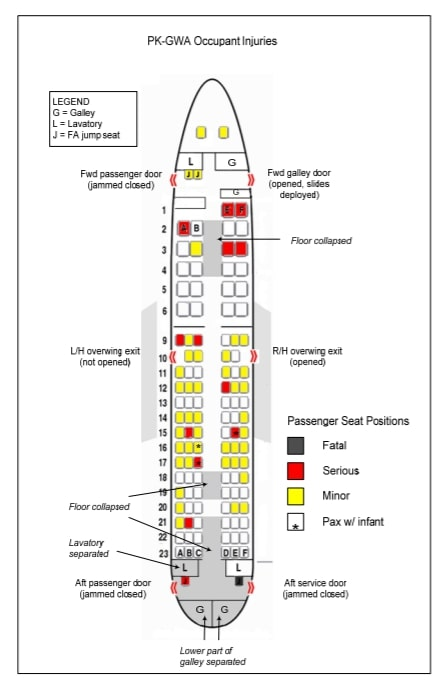
421便の座席表

パイロットたちは嵐を避けるため、気象レーダー上の安全なルートを見つけて飛ぼうとした。しかしその「安全なルート」と思われていた箇所は、雨雲によってレーダー波の届かない影の部分であり、実際には嵐がかなり激しい場所だった。
機体は嵐の真っ只中に突入し、エンジンは設計の想定を超える降水量と、硬い雹を吸い込んだためにオーバーヒートした。また、事故機に搭載されていたバッテリーの端子の一つに異常があり、このために、本来ならば電圧が24V以上なければならないところ、再始動時に機長が確認した時は22V以下しかなく、エンジンは再起動に必要な電力を確保できなかった（電力はすなわち、直流においては電圧と電流を掛けた値となる）。そのため、わずか2Vの差が再起動失敗の要因を作ったことは十分にあり得る。そして、二度再始動を試みた後の電圧ではAPUを起動できず、そのために、機体は電力を失ってしまった。
このような絶望的な状況下でもパイロットたちは最後まで諦めず、結果的に一名が命を落としたものの、機長はソロ川への着水を成功させ、後に副操縦士と共にインドネシア政府から表彰されている。

## この事故を扱った番組
- メーデー!:航空機事故の真実と真相（ナショナルジオグラフィックチャンネル）第14シーズン第8話「River Runway」
- 本当にあったミステリー（テレビ東京・2017年12月8日[2]）
- 水トク！「世界衝撃映像100連発」 第33弾（TBSテレビ、2019年9月4日）
- 奇跡体験!アンビリバボー（フジテレビ、2021年7月15日）